# Murk van Phelsum
Murk van Phelsum (* 1730; † 1779 in Sneek) war ein niederländischer Arzt. Er ist vor allem bekannt durch die Echsengattung Phelsuma, die nach ihm benannt wurde.
Van Phelsum begann sein Medizinstudium am 17. November 1754 an der Universität Franeker (Provinz Friesland), wo er später auch seinen Doktortitel erwarb. Er ließ sich als praktizierender Arzt zuerst in Bolsward nieder und ab 1764 in Sneek.
Er schrieb:
- Historia physiologica ascaridum (Leeuwarden, 1762)
- Explicatio partium phytographiae L. Plukneti (Haarlem, 1769)
- Natuurkundige verhandeling over de wormen die veeltijds in de darmen der menschen gevonden worden. (Leeuwarden, 1767), übersetzt ins Deutsche von Joh. Weisse (Gotha, 1780–92)
- Vertoog over de gemakkelijkste wijze om geknelde darmbreuken binnen te brengen. (Sneek, 1772)
- Brief aan den heer C. Nozeman over de gewelfstekken of zeeëgelen, waarachter gevoegd zijn twee beschrijvingen, de eene van een zeker soort zeewier en de andere van maden in een vuile verzwering gevonden. (Rotterdam, 1775)
- Twee brieven rakende de verhandeling van den heer Tissot over de vallende ziekte. (Amsterdam, 1776)
- Verhandelingen over tot de genees- en natuurkunde behoorende onderwerpen. (Franeker, 1776)

Seine Bibliothek wurde am 13. März 1780 verkauft.